# 锥鼻鲯鳅鳕
锥鼻鯕鳅鳕（学名：Coryphaenoides nasutus）又名鱈魚、錐鼻突吻鱈，为輻鰭魚綱鱈形目鼠尾鱈科突吻鱈屬下的一个种，為深海底棲性魚類，分布於西北太平洋日本至東海海域，深度可達1537公尺，體長可達47公分，棲息在底層水域，生活習性不明，可做為食用魚。

## 扩展阅读
- 維基物種上的相關：錐鼻突吻鱈